# 테센나노
테센나노(이탈리아어: Tessennano)는 이탈리아 라치오주 비테르보도에 위치한 코무네다. 로마로부터 북서쪽 90km, 비테르보로부터 서쪽 25km 거리에 있다.